# Куряж (притока Уди)
Куряж — річка в Україні, у Дергачівському й Харківському районах Харківської області. Ліва притока Уди (басейн Дону).

## Розташування
Бере початок у селі Куряжанка. Тече переважно на південний схід через селище Солоницівку, Подвірки і у селі Надточії впадає у річку Уду, праву притоку Сіверського Дінця.
У селі Подвірки річку перетинають автошлях Р46 і залізниця. На правому березі річки на відстані приблизно 1,5 км розташована станція Куряж Південної залізниці.
Біля витоку річки на відстані приблизно 1,65 км у селищі Солоницівка розташований Національний музей воєнної історії Слобожанщини[значущість факту?].
На лівому березі річки у селі Подвірки (колишній хутір Куряж) в період 1663—1917 років розташовувався Курязький монастир. Після захоплення України радянською владою з 1923 року до 2020 тут діяла Курязька виховна колонія ім. А. С. Макаренка. У минулому розливи річки ускладнювали рух місцевими шляхами сполучення.